# Džang Bahádur
Džang Bahádur, celým jménem Džang Bahádur Kunvár Rána, (nepálsky जङ्ग बहादुर कुँवर राणाजी, Jaṅg Bahādur Kuṅvar Rāṇājī) (18. června 1817 Káthmándú – 25. února 1877 Bórláng) byl gurkhský vládce Nepálu z kasty kšatrijů a zakladatel dynastie Ránů. S počátkem působení Ránů se k moci v Nepálu dostali premiéři, kteří po další jedno století drželi faktickou moc ve svých rukou, zatímco panovníci z dynastie Šáhů byli pouze loutkovými hlavami země.

## Původ
Pocházel z méně významné šlechtické rodiny Kunvárů jako druhý syn Bála Nar Sinha Kunvára, a jeho druhé ženy, Ganéš Kumárí z dynastie Thápů. Měl celkem devět sourozenců – dvě sestry a sedm bratrů. Původně se měl jmenovat Bír Nar Sinh, ale na popud strýce Mátvára Sinha Thápy, který byl generálem, dostal jméno Džang Bahádur, v překladu „statečný v boji.“

## Politický vzestup
V mládí působil v gurkhské armádě. V roce 1837 proběhla změna mocenských poměrů a kvůli vazbám na Thápy upadla rodina Kunvárů v nemilost a přišla o svá postavení i majetek. To Džang Bahádur těžce nesl a několik let strávil na cestách po Nepálu. Podle biografie jeho syna Pudmy v roce 1840 prokázal svou odvahu a lovecké dovednosti na výpravě, kterou pořádal král Rádžéndra Bikram Šáh, který jej proto jmenoval kapitánem a tím mu otevřel cestu do prostředí palácové politiky.

### Vražda premiéra Mátvára Sinha Thápy
Během pokračující politické krize král Rádžéndra pod nátlakem šlechty v lednu 1843 postoupil formální vládu mladší královně Rádžjalakšmí, která pozvala v armádě oblíbeného Mátvára Sinha Thápu zpět z vyhnanství a v prosinci téhož roku jej učinila premiérem. Následníkem trůnu měl být syn Rádžéndry a starší královny Suréndra Bikram Šáh, ale královna Rádžjalakšmí toužila jeho nárok ignorovat ve prospěch svého syna. Mátvár ale podporoval Suréndru, a tak byl dne 17. května 1845 na příkaz královny zavražděn vlastním synovcem Džangem Bahádurem.

### Masakr šlechty na palácovém nádvoří
V září 1845 byl jmenován do čela nové vlády Faté Džang Čautárija, největší vliv na chod království měl však velitel vojsk Gagan Sinh Bhandarí. Ten byl 14. září 1846 zavražděn a královna, rozhořčená smrtí svého nejcennějšího muže, nechala svolat sněm šlechticů na palácovém nádvoří v Káthmándú k prošetření vraždy. Džang Bahádur Kunvár a jeho bratři dorazili na nádvoří ozbrojeni v doprovodu vojáků a povraždili několik desítek přítomných nejvyšších představitelů království. Přeživší buď uprchli do Indie, nebo byli odstraněni v následné čistce. Po těchto událostech se Džang Bahádur Kunvár stal nejmocnějším šlechticem a dalšího dne byl jmenován premiérem.

## Vláda
Král Rádžéndra nadále zůstával de iure vládcem Nepálu, byť v exilu, než jej formálně na trůnu vystřídal v roce 1847 nezletilý Suréndra Bikram Šáh, z kterého se stal vězeň. Úspěšný převrat byl dokonán v roce 1850, když všechny důležité funkce zastávali bratři nebo stoupenci Džanga Bahádura Kunvára a všichni jeho odpůrci z šlechtických řad byli odstraněni. Z rodiny Kunvárů se tak kromě krále stala jediná forma aristokracie v zemi. V roce 1856 Suréndra učinil úřad premiéra dědičným pro rodinu Kunvárů.
V dubnu 1850 se Džang Bahádur Kunvár vydal na cestu do Británie, s kterou po dobu své vlády udržoval dobré vztahy, což Nepálu zajišťovalo nezávislost. Během jeho nepřítomnosti vykonával úřad premiéra jeho bratr Bam Bahádur. Postavil se na stranu Britské Východoindické společnosti nejprve v roce 1847 proti Sikhům v roce 1848 a v potlačení Velkého indického povstání. Nepál se stal důležitým partnerem Británie díky verbování Gurkhů do Britské armády, které začalo v roce 1816 a přetrvalo do 21. století.
Roku 1858 přijal Džang Bahádur Kunvár čestný titul Rána, užívaný Rádžpúty, podle čehož se nazývá jím založená dynastie jako Ránové. Jeho potomci začali používat celé jméno „Džang Bahádur Rána“ jako svá příjmení.
Vláda Džanga Bahádura Rány byla oproti bouřlivé první polovině 19. století v Nepálu stabilní, ale byla provázena represemi, diskriminací negurkhského obyvatelstva, četnými popravami a chudobou, ačkoliv sám Džang Bahádur Rána a nová společenská vrstva Ránů žila v přepychu.
Zemřel 25. února 1877 ve věku 59 let na lovecké výpravě v oblasti Teraje. Do úřadu premiéra nastoupil jeho nejstarší bratr Ranodip Sinh Kunvár.
| Premiér Nepálu                   | Premiér Nepálu          | Premiér Nepálu                |
| -------------------------------- | ----------------------- | ----------------------------- |
| Předchůdce: Faté Džang Čautárija | 1845–1877 Džang Bahádur | Nástupce: Ranodip Sinh Kunvár |